# Desmotadora

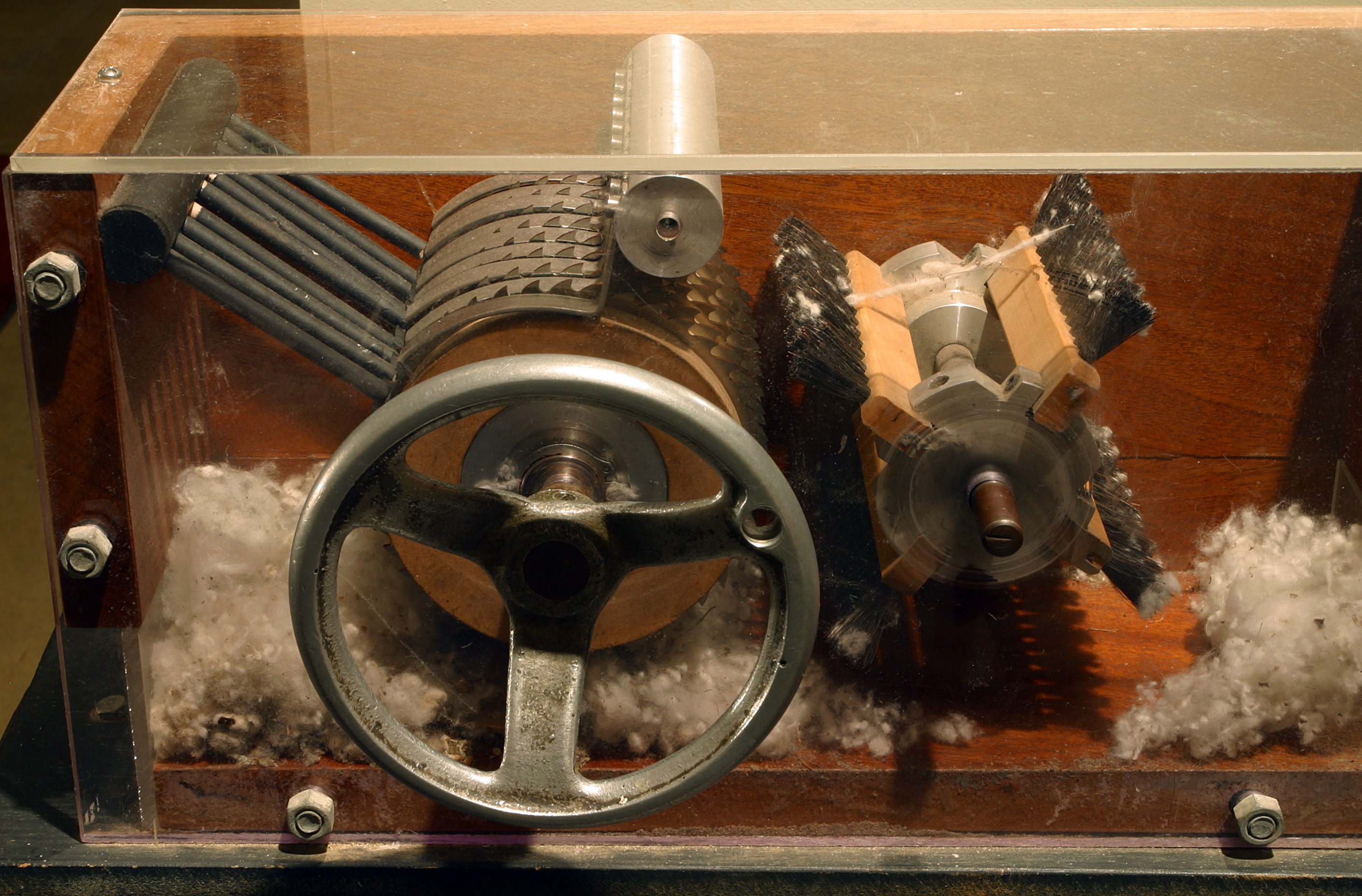
Desmotadora exhibida al Museu Eli Whitney de Connecticut.

Una desmotadora és una màquina que s'utilitza per a desmotatge, que és l'operació per separar els residus vegetals adherits als flocs de llana i altres teixits després del desgreixatge.
La desmotadora més coneguda és la desmotadora de cotó inventada per l'estatunidenc Eli Whitney l'any 1792 que era accionada a mà o per tracció animal.
Gràcies a la màquina de Whitney es van poder separar a gran velocitat i de manera més econòmica les fibres el cotó de les seves beines i llavors, que de vegades són enganxatoses. La invenció impulsà la Revolució Industrial però també l'esclavisme. La desmotadora fa servir una pantalla i uns petits ganxos de filferro que empenyien el cotó a través de la pantalla, mentre que uns raspalls eliminen contínuament els fils de cotó solts per evitar embussos.

## Història

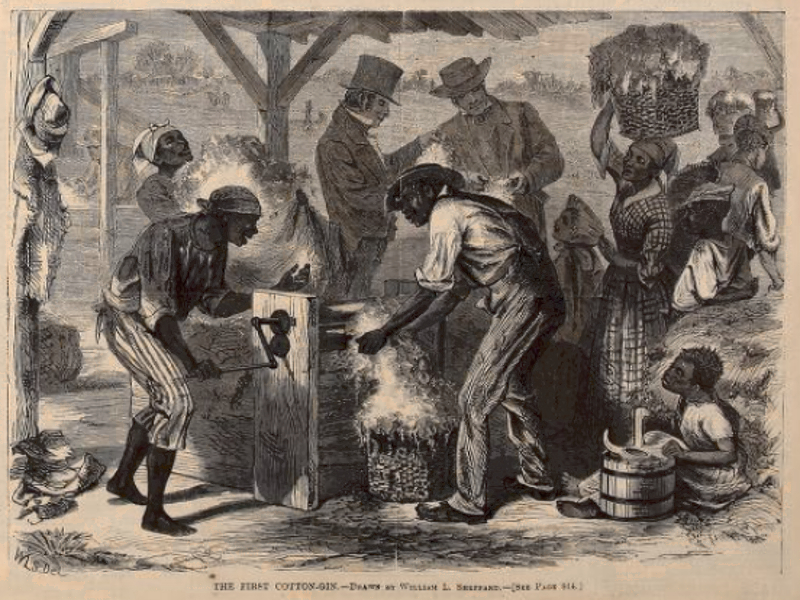
"La primera desmotadora de cotó", un gravat de Harper's Magazine, 1869. Aquest gravat representa una desmotadora de rodets utilitzada pels africans esclavitzats, que va precedir la invenció d'Eli Whitney.

Una desmotadora de cotó d'un sol corró va començar a utilitzar-se a l'Índia al segle v. Una millora inventada a l'Índia va ser la desmotadora de dos rodets, coneguda com "churka", "charki" o "corró de fusta treballat per cucs".

### Les primeres desmotadores de cotó
Les primeres versions de la desmotadora de cotó consistien en un sol corró fet de ferro o fusta i una peça plana de pedra o fusta. Les primeres evidències de la desmotadora de cotó es troben al segle v, en forma de pintures budistes que representen una desmotadora d'un sol rodet a les Coves d'Ajanta a l'Índia occidental. Aquestes primeres desmotadores eren difícils de fer servir i requerien una gran habilitat. Calia un corró únic i estret per expulsar les llavors del cotó sense aixafar-les. El disseny era similar a una pedra de moldre, que s'utilitzava per moldre el gra. La història primerenca de la desmotadora de cotó és ambigua, perquè els arqueòlegs probablement van confondre les parts de la desmotadora de cotó amb altres eines.

### L'Índia medieval
Entre els segles XII i XIV, van aparèixer les desmotadores de doble corró a l'Índia i la Xina. La versió índia de la desmotadora de doble corró es va estendre pel comerç mediterrani del cotó al segle xvi. En algunes zones aquest dispositiu mecànic era accionat per la força de l'aigua.
La desmotadora de cargol sense fi, que es va inventar al subcontinent indi durant la primera època del sultanat de Delhi, entre els segles XIII i XIV, va començar a utilitzar-se en l'imperi mogol en algun moment del segle xvi, i segueix utilitzant-se al subcontinent indi fins als nostres dies. Una altra innovació, la incorporació del mànec de manovella a la desmotadora de cotó, va aparèixer per primera vegada en algun moment de finals del sultanat de Delhi o principis de l'imperi mogol. La incorporació de l'engranatge de cargol sense fi i de la manovella a la desmotadora de cotó de rodets va conduir a una gran expansió de la producció tèxtil de cotó a l'Índia durant l'època mogol.
Es va informar que, amb una desmotadora de cotó índia, que és meitat màquina i meitat eina, un home i una dona podien netejar 28 lliures de cotó al dia. Amb una versió modificada de Forbes, un home i un nen podien produir 250 lliures per dia. Si s'utilitzessin bous per accionar 16 d'aquestes màquines, i s'emprés el treball d'algunes persones per alimentar-les, podrien produir tanta feina com la que feien 750 persones anteriorment.

### Estats Units
La desmotadora de cotó de rodets índia, coneguda com churka o charkha, va ser introduïda als Estats Units a mitjan segle xviii, quan va ser adoptada al sud dels Estats Units. El dispositiu es va adoptar per netejar el cotó de fibra llarga, però no era adequat per al cotó de fibra curta que era més comú en certs estats com Geòrgia, Estats Units. El senyor Krebs, el 1772, i Joseph Eve, el 1788, van introduir diverses modificacions a la desmotadora de rodets índia, però els seus usos van seguir limitant-se a la varietat de gra llarg, fins que Eli Whitney va desenvolupar una desmotadora de cotó de gra curt el 1793.

### Desmotadora d'Eli Whitney
Eli Whitney va inventar aquesta senzilla màquina el 1793 per mecanitzar la producció de fibra de cotó. L'invent va rebre una patent el 14 de març de 1794. La desmotadora va suposar un fort actiu per a l'economia dels Estats Units de l'època.
El model de desmotadora de cotó de Whitney era capaç de netejar 22,7 kg de borrissol al dia. El model consistia en un cilindre de fusta cobert per files de filferros prims que atrapaven les fibres de les boles de cotó. Cada fila de filferros passava per les barres d'una reixeta en forma de pinta, estirant les fibres de cotó a través de la reixeta mentre ho feien. Les dents en forma de pinta de les reixetes estaven estretament espaiades, cosa que impedia el pas de les llavors, els fragments del dur calze sec de la flor de cotó original, o els pals i altres residus adherits a les fibres. A continuació, una sèrie de raspalls situats en un segon cilindre giratori raspallaven les fibres, ja netes, per separar-les dels fils i evitar que el mecanisme s'embussés.
Hi ha certa controvèrsia sobre si és correcte atribuir a Whitney la idea de la desmotadora i els seus elements constituents. Alguns consideren que la invenció, o almenys el concepte original, ha d'acreditar-se a Catherine Littlefield Greene, la seva patrona. En aquella època les dones no podien rebre patents als Estats Units i potser Greene demanés a Whitney que la tramités al seu lloc. Els registres de l'oficina de patents també indiquen que la primera desmotadora pot haver estat construïda per un mecànic anomenat Noah Homes dos anys abans que Whitney sol·licités la seva patent.
Segons Joseph Needham, a l'Índia es va presentar un precursor de la desmotadora conegut com charkhi, que comptava amb dos cargols sense fi allargats usats per girar els seus rodets en direccions oposades.

### La desmotadora de McCarthy
Mentre que la desmotadora de Whitney facilitava la neteja de les llavors del cotó de fibra curta, feia malbé les fibres del cotó de fibra extra llarga (Gossypium barbadense). El 1840, Fones McCarthy va rebre la patent d'una "desmotadora de cotó amb cilindre suau", una desmotadora de rodets. La desmotadora de McCarthy es comercialitzava pel seu ús amb cotó de fibra curta i extra llarga, però era especialment útil per processar cotó de fibra llarga. Després que la patent de McCarthy expirés el 1861, les desmotadores del tipus McCarthy es van fabricar a Gran Bretanya i es van vendre a tot el món. La desmotadora de McCarthy va ser adoptada per netejar la varietat Sea Island de cotó de fibra extra llarga que es cultivava a Florida, Geòrgia i Carolina del Sud. Netejava el cotó diverses vegades més ràpid que les desmotadores més antigues i, quan era impulsada per un cavall, produïa de 150 a 200 lliures de borrissol al dia. La desmotadora McCarthy utilitzava una fulla oscil·lant per separar les llavors del borrissol. La vibració causada pel moviment de vaivé limitava la velocitat a què podia funcionar la desmotadora. A mitjan segle xx, les desmotadores que utilitzaven una fulla giratòria van substituir a les que utilitzaven una fulla de vaivé. Aquestes descendents de la desmotadora McCarthy són les úniques desmotadores que s'utilitzen actualment per al cotó de fibra extra llarga als Estats Units.

### Efectes als Estats Units

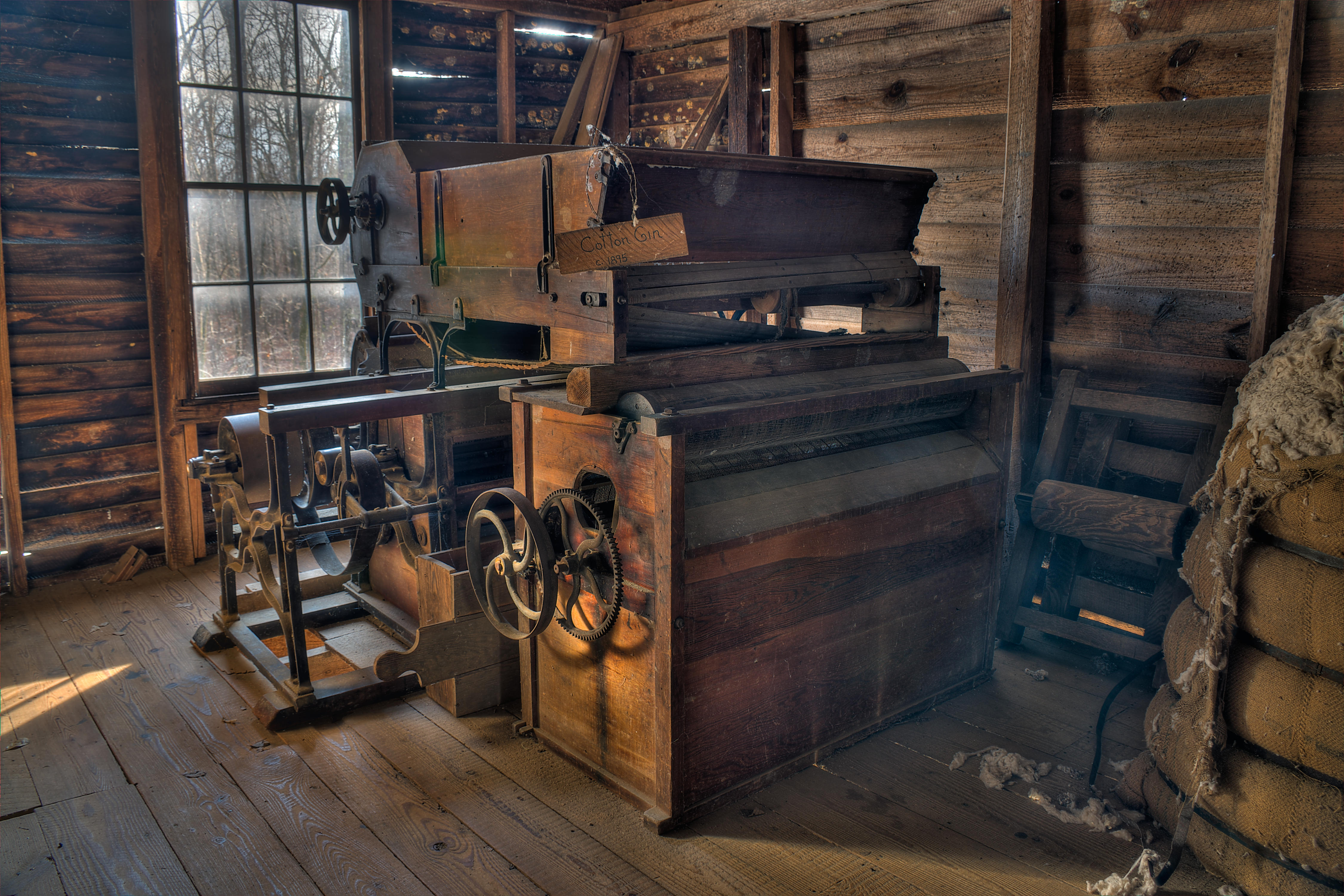
Ginebra de cotó a la Plantació Jarrell.

Abans de la introducció de la desmotadora de cotó mecànica, el cotó havia requerit un treball considerable per netejar i separar les fibres de les llavors. Amb la desmotadora d'Eli Whitney, el cotó es va convertir en un negoci tremendament rendible, creant moltes fortunes al sud. Ciutats com Nova Orleans, Louisiana; Mobile, Alabama; Charleston (Carolina del Sud); i Galveston, Texas es van convertir en importants ports d'embarcament, obtenint importants beneficis econòmics del cotó cultivat a tot el Sud. A més, la gran expansió de l'oferta de cotó va crear una forta demanda de maquinària tèxtil i de dissenys millorats de màquines que substituïen les peces de fusta per les de metall. Això va conduir a la invenció de moltes màquines eina a principis del segle xix.
La invenció de la desmotadora de cotó va provocar un creixement massiu de la producció de cotó als Estats Units, concentrat sobretot al sud. La producció de cotó va passar de 750.000 bales el 1830 a 2,85 milions de bales el 1850. Com a resultat, la regió es va fer encara més dependent de les plantacions que utilitzaven mà d'obra esclava negra, i l'agricultura de plantació es va convertir en el sector més gran de la seva economia. Mentre que un sol esclau trigava unes deu hores a separar una sola lliura de fibra de les llavors, un equip de dos o tres esclaus que feia servir una desmotadora de cotó podia produir unes cinquanta lliures de cotó en un sol dia. El nombre d'esclaus va augmentar en paral·lel a l'increment de la producció de cotó, passant d'uns 700.000 el 1790 a uns 3,2 milions el 1850. La invenció de la desmotadora de cotó va provocar un augment de la demanda d'esclaus al sud americà, invertint el declivi econòmic que s'havia produït a la regió durant finals del segle xviii. Així, la desmotadora de cotó "va transformar el cotó com a cultiu i el sud dels Estats Units en la primera potència agrícola del món".

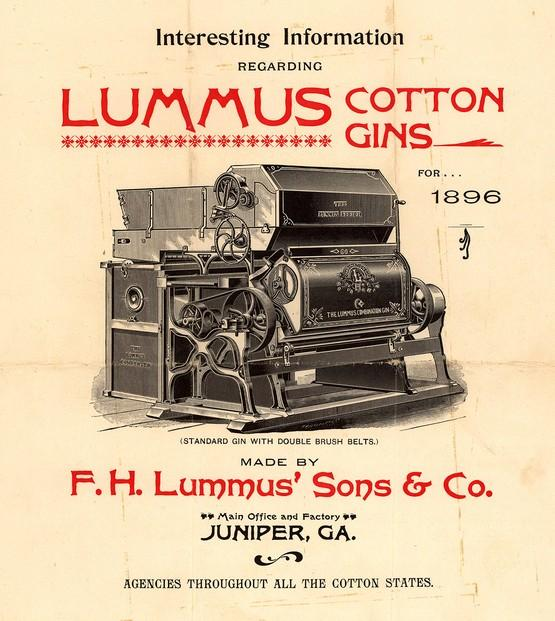
Un anunci de 1896 de la desmotadora de cotó Lummus.

A causa del seu efecte involuntari en l'esclavitud nord-americana, i en la garantia que l'economia del sud es desenvolupés en la direcció de l'agricultura basada en les plantacions (al mateix temps que fomentava el creixement de la indústria tèxtil en altres llocs, com al nord), la invenció de la desmotadora de cotó se cita sovint com una de les causes indirectes de la Guerra Civil estatunidenca.

## Desmotadores en l'actualitat
Actualment les desmotadores són plantes completes de maquinària que fan un procés més complex.

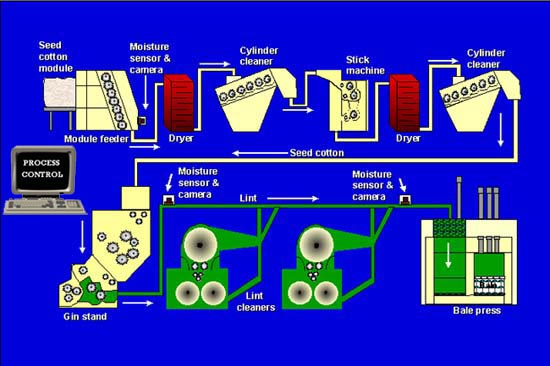
Diagrama d'una planta desmotadora – (USDA)

El cotó arriba a la planta desmotadora la majoria de vegades en mòduls de cotó que pesen unes 10 tones cadascun. S'extreu per un sistema de corrons els elements estranys que pugui portar el cotó. El cotó entra en un dessecador per eliminar l'excés d'humitat. El cotó és pentinat per separar-ne la fibra de les llavors que s'emmagatzemen a part. Les bales de cotó es premsen.